# Sukorói telekcsere
A sukorói telekcsere ügye az egyik leghosszabb ideig húzódó magyarországi vagyonkezelési botrány volt. A vád szerint a telekcsere során állami szervezetek vezetői kísérletet tettek arra, hogy egy idegenforgalmi tekintetben frekventált helyen lévő, állami területet egy üzletemberrel kicseréljenek egy jóval csekélyebb értékű földterületre, amelyre az államnak az M4-es autópálya építéséhez volt szüksége. A csere feltétele az volt, hogy a területek egymással értékarányosak legyenek, de a különböző értékbecslők által készített ingatlan értékelések jelentős különbséget mutattak, az államot a legkedvezőtlenebb értékbecslési adatok szerint a cserével durván 1,3 milliárd forintos kár érte volna, ezért a 2009-es kormányváltás után a Bajnai-kormány bírósági úton megtámadta a szerződést, amelyet a bíróság meg is semmisített. 2016-ban az üzlet útjait egyengető egykori állami tisztségviselőket jogerősen felmentették, majd a Kúria újabb bizonyítékok bevonása nélküli eljárása után letöltendő börtönbüntetésre ítélte őket. Az ügynek jelentős politikai vetülete is volt.

## A telekcsere által érintett területek

### Sukoró
A telekcserére kiszemelt két terület közül a sukorói telekcsoport volt az értékesebb. A 70 hektáros terület az M7-es autópálya és a Velencei-tó partja között helyezkedik el. Bár önmaga nem védett, a mellette elhelyezkedő Velencei-tó területe a Natura-2000 területei közé tartozik. 2008-ban a telek 30%-a tartozott a Nemzeti Földalapba, így az akkor érvényes szabályok szerint kizárólag nyilvános pályázat vagy árverés útján válhatott volna meg tőle az állam.
A terület jól megközelíthető közúton, a nadapi autópálya-csomópont távolsága mindössze két kilométer. Az ingatlan eredetileg 21 helyrajzi számon szerepelt, ezeket a 2009-es kormányhatározat egy helyrajzi számon egyesítette. A telek értékéről készített értékbecslések széles skálán mozognak. A Perfekting Kft. által 2008. június 13-án készített előzetes értékbecslés szerint a telekcsoport értéke 2,14 milliárd forint. Nem egészen egy hónappal később ugyancsak a Perfekting Kft. készített értékbecslés 1 milliárd forintban határozza meg a telekcsoport értékét. A polgári perben később közreműködő szakértő 1,7, illetve a büntetőperben az ügyészség értékbecslője 1,8 milliárd forintra értékelte a területet.

### Albertirsa és Pilis
A Velencei-tó melletti telek ellenértékének részbeni fedezetéül felajánlott terület a Pest megyei Albertirsa és Pilis északi külterületén, a Gödöllői-dombság peremén található. A terület idegenforgalmilag egyáltalán nem frekventált, oda az ügylet idején mindössze burkolatlan dűlőutak vezettek. Az albertirsai terület mérete 182 hektár volt, ebből 10 hektárnyi területet érintett a tervezett M4-es autópálya nyomvonala. A gyümölcsöskert tulajdonosa Joav Blum izraeli üzletember volt, aki a NIF Zrt. autópálya-nyomvonalra vonatkozó elővásárlási jogát kijátszva előbb színlelt ajándékozási szerződésekkel tulajdont szerzett a területen, majd az egész területet 2007 májusában megvásárolta. Az albertirsai telkek együttes értékét a Perfekting Kft. értékbecslése 787 millió forintra tette. A Központi Nyomozó Főügyészség által készíttetett értékbecslés szerint az albertirsai telekcsoport értékét ennek valójában csak a töredékére, 193,8 millió forintra, a bíróság értékbecslője 264 millió forintra tette.
Az albertirsa-pilisi telekre csakugyan szüksége volt az államnak az M4-es autópálya megépítéséhez, ám a telek területének egészére kiterjedő, csere útján létrejött tulajdonszerzés nehezen indokolható. Az M4-es út építése 2008-ban egyáltalán nem állt a küszöbön, az csupán távlati terv volt. (Az M4-es Üllő-Cegléd szakaszának építése 2017 áprilisában kezdődött.) Az államnak az M4-es megvalósításához csupán a telek egy sávjára, mindössze 10 hektárra volt szüksége. Ennek a sávnak az értéke a legmagasabb értékbecslést alapul véve sem lehetett magasabb 42 millió forintnál. A területsáv megszerzésére a tulajdonossal kötött alku és a kisajátítás is járható út lett volna.
Blum későbbi bírósági tárgyalásán azt vallotta, hogy az albertirsai területen kaszinót szeretett volna építeni, azonban a Pest megyére kiadott kaszinókoncesszió ekkorra már más tulajdonába került. Az üzletember figyelme ezért még nem foglalt területek felé fordult, így figyelt fel a Velencei-tó környékére.
A telkek értékére vonatkozó becslések és konkrét árak
| Konkrét és becsült árak                                            | Időpontja        | Sukorói telekcsoport (millió forint) | Albertirsa-pilisi telekcsoport (millió forint) |
| ------------------------------------------------------------------ | ---------------- | ------------------------------------ | ---------------------------------------------- |
| Albertirsai telkek ára (Joav Blum tulajdonszerzése)                | 2007 május       |                                      | 114                                            |
| Perfekting Kft. elözetes értékbecslés                              | 2008. június 13. | 2140                                 |                                                |
| Perfekting Kft. végleges értékbecslés (szerződés alapjául szolgál) | 2008. július 3.  | 1084                                 | 787,4                                          |
| Központi Nyomozó ügyészség értékbecslése                           | 2010. június     | 1818                                 | 193,8                                          |
| Bírósági értékbecslő                                               | 2011             | 1700                                 | 264                                            |

## A telekcsere története
A Sukoró-ügy a nyilvánosság számára 2008. május 21-én kezdődött. Ekkor a kormány az Országházban tárgyalt a kaszinóbefektetésben érdekelt Ronald S. Lauder amerikai-izraeli üzletemberrel, aki személyesen vetette fel neki a telekcsere lehetőségét. A kormányt Lauder egy egymilliárd dollár értékű befektetésről tájékoztatta, ami a térségben 2500 álláshely létrejöttét eredményezte volna. Gyurcsány Ferenc a beruházás mellé állt és azt nem gazdasági, hanem politikai ügyként kezelte. A találkozón készült emlékeztető az állami vagyon kezelésének feladatát ellátó Magyar Nemzeti Vagyonkezelőt nevezte meg felelős szervezetként. A telekcsere lebonyolítására a dokumentum két hónapos határidőt szabott meg.
Az MNV vezetése felvette a kapcsolatot a kaszinóvállalatot képviselő Joav Blummal, aki akkorra már előkészített értékbecsléssel rendelkezett. A Reorg Gazdasági és Pénzügyi Zrt. által készített értékbecslést az MNV nem fogadta el, mivel túl kicsinek találta a telkek értéke közötti különbséget, illetve a cégnek a saját értékbecslője által készített kalkulációt kellett igénybe vennie. Az MNV Zrt. saját értékbecslőjéhez, a Perfekting Kft-hez fordulva saját értékbecslést készíttetett. A Fehérvári Zsolt által elkészített előzetes értékbecslés nagy különbséget mutatott az állami tulajdon javára, majd néhány hét múlva, a beadott végleges értékbecslésben ez jóval kevesebb lett: az állami telek értéke a felére csökkent az előzetes becsléshez képest.
2008 nyarán a Nemzeti Vagyonkezelő munkatársai több esetben is írásban jelezték a telekcserét illető kétségeiket az MNV vezetése számára. Az MNV Pest Megyei Területi Irodájának vezetője feljegyzésben jelezte az MNV vezetőinek, hogy Albertirsa érintett körzetében az ingatlanárak jóval alacsonyabbak a telekcsere esetében számításba vetteknél. Az MNV agrárportfolióért felelős vezérigazgató-helyettese 2008. június 5-én kelt feljegyzésében szakmailag nehezen támogathatónak írta le a beruházást. A Sukorón tervezett építkezés természetpusztító jellege miatt tiltakozott a KvVM is. Az Állami Számvevőszék későbbi megállapítása szerint a telekcsere puszta lebonyolítása is szabálytalan volt, mivel az állami földterületeket csak pályázat vagy nyilvános árverés útján lehetett volna értékesíteni.
A telekcseréről mindezek ellenére megállapodás született. A Nemzeti Vagyongazdálkodási Tanács 2008. június 30-án tárgyalta a telekcsere ügyét és engedélyezte az MNV Zrt-nek a cserét. Tátrai Miklós még ugyanazon a napon aláírta a szerződést Joav Blummal, a KC Bidding Kft. képviselőjével. A szerződés értelmében a MNV Zrt. a Velencei-tó partján lévő ingatlanait 1,084 milliárd forint értékben átadta a beruházónak, aki ellenértékként az Albertirsa és Pilis külterületén lévő, 787,4 millió forintos értéket képviselő telkeket adta az államnak, illetve kötelezettséget vállalt az értékkülönbözet megfizetésére. A szerződéskötésnek gyakorlatilag ez volt az utolsó lehetséges időpontja. Két nappal később lépett életbe a külföldiek termőföldszerzését korlátozó törvény, így az izraeli befektető már nem válhatott volna a termőföldnek minősülő tóparti terület tulajdonosává.
2009 elejére beruházás tervezetét már nem csak a politikai ellenzék, de a környezetvédők és a sukorói lakosok is támadták, illetve működésbe léptek az állam önvédelmi mechanizmusai is. Az első törvényességi vizsgálatot a Fejér Megyei Főügyészség kezdeményezte 2008 végén. Az ügyet érintően a MNV Zrt. belső ellenőrzése 2009 márciusában súlyos ügyviteli zavarokat és rendellenességeket tárt fel, pedig a telekcsere részletes kérdéseit nem is vizsgálták. Az ellenőrző bizottság lényegében a cég teljes 2008-as működését és annak törvényességét megkérdőjelezte. A Központi Nyomozó Főügyészség 2009 áprilisában kezdett nyomozást a telekcsere ügyében. A kaszinóépítést a Gyurcsány-kormány utolsó ülésén, 2009. április 8-án kiemelt beruházássá léptette elő, Gyurcsány Ferenc kormányfői búcsújával azonban beruházás mögül eltűnt a politikai támogatás.
Az új kormányfőként hivatalba lépő Bajnai Gordon egy interpellációra válaszul már 2009 júniusában jelezte, hogy az MNV belső vizsgálatának ismeretében a Zrt-nél további vizsgálatot fog kezdeményezni. Oszkó Péter 2009. június 14-én (egyéb ügyekkel is összefüggésben) az MNV éléről Tátrai Miklóst menesztette.

## Polgári per a szerződés megsemmisítéséért
Bajnai Gordon 2009-es miniszterelnökké választása után kezdett komolyabban foglalkozni az üggyel. Előbb Oszkó Péter pénzügyminisztertől kért információkat az üzletről, akitől azt az összefoglaló választ kapta, hogy az üzlet során minden jogszerű. 2009 nyarán Bajnaihoz eljutott az Ügyészség saját értékbecslésének tartalma, amely azt mutatta, hogy a Nemzeti Vagyonkezelő 600 millió forinttal becsülte alul a Velencei-tó melletti telek értékét. Bajnai kikérte az Állami Számvevőszék véleményét is, az ÁSZ jelentésében pedig aránytalannak nevezte a telkek értékelését.
Bajnai ekkor utasította pénzügyminiszterét, hogy a már megkötött szerződést polgári perben támadja meg és a bírósággal mondassa ki a semmisségét. Oszkó Péter a Magyar Állam nevében a jogszabályokba ütközésre és színlelt mivoltára hivatkozva megtámadta a szerződést és kérte annak megsemmisítését. A per 2011-ben zajlott le a Fejér Megyei Bíróságon. Az ítélethirdetés előtt Joav Blum bejelentette, hogy vállalkozása eláll a szerződéstől, ám ennek a perre hatása már nem volt. A 2011. december 16-án hozott elsőfokú ítéletében bíróság színleltnek mondta ki az egész szerződést, mivel a feleknek valójában nem az M4-es autópálya megépítéséhez szükséges földterület megszerzésére volt a célja, hanem a kaszinóberuházás megvalósítása. A bíróság a cserélendő telkek értéke között 1 milliárd forintos értékkülönbözetet állapított meg, egyúttal a szerződést megsemmisítette. Joav Blum az ítélet ellen fellebbezett, ám a Kúria jogerős ítélete lényegében helyben hagyta az első fokú ítéletet. Az ítélet nyomán helyreállt az eredeti állapot, a Velencei-tó melletti telek az állam, a Pest megyei telkek pedig Joav Blum tulajdonába kerültek.

## Büntetőper
Schiffer András 2009 októberében tett feljelentést Gyurcsány Ferenc ellen. Az ügyben vizsgálódó ügyészség 2010 októberében előzetes letartóztatásba helyezte Tátrai Miklóst és Császy Zsoltot.
Az ügyészségi vizsgálat 2012 végére jutott el a vádemelési szakaszba. A Központi Nyomozó Főügyészség 2011 októberében hivatali visszaéléssel gyanúsította meg Gyurcsány Ferencet, azonban fél év múlva bizonyíthatóság hiánya miatt megszüntette a korábbi miniszterelnök elleni nyomozását. Az ügyészség 2012. július 20-án emelt vádat a Magyar Nemzeti Vagyonkezelő ügyben érintett vezetői, illetve a szerződéskötés folyamatában részt vevő munkatársai ellen. A per során Tátrai Miklóst és Markó Andreát, a azzal vádolták, hogy az előnytelen telekcserével különösen jelentős vagyoni hátrányt okozó hűtlen kezelés bűntettét kísérelték meg, Császy Zsoltot és a szerződés alapját képező értékbecslést készítő Fehérvári Zsoltot pedig azzal, hogy bűnsegédként működtek közre a folyamatban.

### Elsőfokú ítélet
A rendkívül hosszadalmasra nyúlt bírósági procedúra a Szolnoki Törvényszéken kezdődött meg 2013. január 7-én. A bíróság tanúként hallgatta meg a korabeli politikai csúcsvezetést: Gyurcsány Ferenc és Bajnai Gordon miniszterelnököket, Veres János pénzügyminisztert. Szintén tanúként hallgatta meg a Bíróság Joav Blumot. A pert hosszabb időre megakasztó hosszabb jogi közjáték után 2015. szeptember 30-án a Szolnoki Törvényszék a vádlottak többségét bűnösnek mondta ki:
- Tátrai Miklós, az MNV Zrt. korabeli vezérigazgatója – különösen jelentős vagyoni hátrányt okozó hűtlen kezelés bűntettének kísérlete miatt négy év börtönbüntetés
- Császy Zsolt, az MNV Zrt. korabeli vezérigazgató-helyettese – különösen jelentős vagyoni hátrányt okozó hűtlen kezelés bűntettének kísérlete miatt három év hat hónap börtönbüntetés
- Markó Andrea, a pénzügyminisztérium korabeli szakállamtitkára – felmentették
- Fehérvári Zsolt, a Perfekting Kft. munkatársa, az értékbecslés készítője – felmentették
- Varga Bálint, Joáv Blum ügyvédje két rendbeli közokirat hamisítás miatt 600 000 forint pénzbüntetés

Az elsőfokú ítélet ellen az ügyészség súlyosbításért, az elítélt vádlottak felmentésért fellebbeztek.

### Másodfokú ítélet
A másodfokon zajló pert 2016 októberében tárgyalta a Szegedi Ítélőtábla. A per során az ügyészség az első fokon kiszabott börtönbüntetéseket a duplájukra kívánta növelni. A Szegedi Ítélőtábla 2016. október 26-án hozott ítéletében az első fokon vétett eljárási szabálytalanságok miatt jelentősen megváltoztatta az ítéletet.
- Tátrai Miklós, az MNV Zrt. korabeli vezérigazgatója – felmentették
- Császy Zsolt, az MNV Zrt. korabeli vezérigazgató-helyettese – felmentették
- Markó Andrea, a pénzügyminisztérium korabeli szakállamtitkára – felmentették
- Fehérvári Zsolt, a Perfekting Kft. munkatársa, az értékbecslés készítője – felmentették
- Varga Bálint, Joáv Blum ügyvédje két rendbeli közokirat hamisítás miatt 360 000 forint pénzbüntetés[19]

A Bíróság a felmentő ítéletet azzal indokolta, hogy a két fővádlott joggal számított arra, hogy a sukorói óriásberuházás az állam számára is jövedelmező üzlet lesz. Az adóbevételek növekedésével és a létrejött munkahelyek révén az állam pénzügyileg jobban jár majd, mint a telekcsere elutasításával, így az állam vagyona nem csökkent, hanem gyarapodott volna.
Markó Andrea és Fehérvári Zsolt felmentő ítélete jogerőre emelkedett, Tátrai és Császy felmentése ellen azonban az ügyészség fellebbezést adott be.

### Harmadfokú ítélet
A fővádlottak ügyében a jogerős ítélet alig másfél évvel az egész ügy elévülése előtt született meg. Az ügyben eljáró Kúria 2017. június 8-án hűtlen kezelés kísérlete miatt bűnösnek mondta ki az MNV Zrt. mindkét korábbi vezetőjét. 
- Tátrai Miklóst három év letöltendő börtönbüntetésre ítélték, illetve a közügyek gyakorlásától három évre eltiltották.
- Császy Zsolt két és fél év börtönbüntetést kapott

A bíróság enyhítő körülményként vette figyelembe a bűncselekmény óta eltelt hosszú időt. Az ítélet indoklásában a Kúria elfogadhatatlannak nevezte a védelem egyik alapérvét, miszerint a fellendülő idegenforgalom és a növekvő adók miatt az állam nyertese lett volna az üzletnek, mivel a per kizárólag a telekcserére magára vonatkozott. Az ítélet után a pártok is megszólaltak, a Fidesz üdvözölte a korábbi Gyurcsány-kormányhoz köthető káderek elítélését. Gyurcsány Ferenc a per korábbi szakaszaiban többször is kijelentette, hogy politikai koncepciós perről van szó, amelynek valódi célpontja nem a MNV Zrt. volt vezetése, hanem ő maga. A volt miniszterelnök kritizálta volt munkatársai elítélését és kilátásba helyezte, hogy a bűnös eljárásban részt vevők ellen minden törvényes eszközzel fel fog lépni.